# Układ wielki kanoniczny
Układ wielki kanoniczny, zespół wielki kanoniczny – pojęcie z fizyki statystycznej.
Jest to układ termodynamiczny spełniający następujące warunki:
1. ma kontakt z termostatem, tj. jest podukładem układu o stałej temperaturze,
2. ma kontakt z zasobnikiem masy (może wymieniać cząstki z otoczeniem),
3. ma stałą objętość {\displaystyle \left({\frac {\partial V}{\partial t}}=0\right).}

## Wielka suma statystyczna
{\displaystyle \Xi =\sum _{N=1}^{\infty }{\int {e^{-{\frac {H-\mu N}{kT}}}}\;d{\Gamma _{N}}}=\sum _{N=1}^{\infty }{e^{\frac {\mu N}{kT}}\int {e^{-{\frac {H}{kT}}}}\;d\Gamma _{N}},}
ale:
{\displaystyle z=e^{\frac {\mu }{kT}}} – aktywność,
{\displaystyle Z_{N}=\int {e^{-{\frac {H}{kT}}}\;d\Gamma _{N}}} – suma kanoniczna układu {\displaystyle N} niezależnych cząstek,
to:
{\displaystyle \Xi =\sum _{N=1}^{\infty }{z^{N}Z_{N}},}
gdzie:
{\displaystyle d\Gamma _{N}={\frac {d^{N}{\vec {r}}d^{N}{\vec {p}}}{N!h^{3N}}},}
{\displaystyle H} – Hamiltonian całego układu,
{\displaystyle k} – stała Boltzmana,
{\displaystyle T} – temperatura układu (równa temperaturze otoczenia),
{\displaystyle \mu } – potencjał chemiczny.

## Prawdopodobieństwo mikrostanów
Prawdopodobieństwo stanu układu i-tego o energii {\displaystyle E_{i}} i liczbie cząstek {\displaystyle N} wynosi:
{\displaystyle p_{i}={\frac {e^{-{\frac {E_{i}-\mu N}{kT}}}}{\Xi }}.}

## Związek z termodynamiką
W układzie wielkim kanonicznym definiujemy wielki potencjał kanoniczny {\displaystyle (\Omega ){:}}
{\displaystyle \Omega =F-\mu N=-kT\ln(\Xi ),}
{\displaystyle d\Omega =-pdV-SdT-Nd\mu ,}
więc:
{\displaystyle p=-\left({\frac {\partial \Omega }{\partial V}}\right)_{T,\mu }} – ciśnienie,
{\displaystyle S=-\left({\frac {\partial \Omega }{\partial T}}\right)_{V,\mu }} – entropia,
{\displaystyle \langle N\rangle =-\left({\frac {\partial \Omega }{\partial \mu }}\right)_{T,V}} – średnia liczba cząstek.
Dodatkowo:
{\displaystyle U={\frac {1}{\Xi }}\sum _{N=0}^{\infty }{z^{N}\sum _{i=0}^{N}{E_{iN}e^{-\beta E_{I}N}}},}
czyli
{\displaystyle U=-\left({\frac {\partial }{\partial \beta }}\ln(\Xi )\,\right)_{V,\mu }.}
Na mocy twierdzenia Eulera o funkcji jednorodnej: {\displaystyle \Omega =-pV.}